# Watertoren (Utrecht Heuveloord)
De watertoren tussen het Heuveloord en de Vaartsche Rijn aan de Jutfaseweg in Tolsteeg is gebouwd tussen 1906 en 1907 en is 37 meter hoog. Het was de derde toren van de Utrechtse Waterleiding Maatschappij.
De toren werd exact op de gemeentegrens met Jutphaas geplaatst en was alleen voor het Utrechtse stadsdeel bestemd. Hoograven kreeg pas in 1931 een aansluiting. De toren is in dezelfde neo-Hollandse renaissance-stijl gebouwd als de watertoren aan de Lauwerhof. De toren heeft een enigszins taps toelopende ronde vorm. De uitkragende reservoirombouw leverde vroeger veel kritiek op. In de volksmond werden deze watertorens ook wel denigrerend ‘waterhoofdjes’ genoemd.
In 1977 werd bij een renovatie de ommanteling en het dak van het reservoir vervangen. De romp en het reservoir werden bekleed met blauwe, grijze en witte Luxalon sandwichpanelen, waardoor het uiterlijk van de toren drastisch gewijzigd werd. Bij een restauratie in 1996 heeft men de toren zijn oorspronkelijke uiterlijk terug gegeven, er is daarbij zo veel als mogelijk gebruikgemaakt van oorspronkelijke materialen. De toren is een prominent herkenningspunt voor de Utrechtse wijk Zuid en speciaal voor de buurt Tolsteeg.
Sinds oktober 2015 is een restaurant gevestigd in de twee bovenste verdiepingen van de toren. Op de begane grond is een café met een terras. Sinds 2023 is er een tattoo studio gevestigd op de 6de etage van de toren.

## Andere Utrechtse watertorens
- Watertoren (Utrecht Riouwstraat) gebouwd in 1897
- Watertoren (Utrecht Amsterdamsestraatweg 380) gebouwd in 1918
- Watertoren (Utrecht Neckardreef) gebouwd in 1935

Amersfoort ·
Baarn ·
Bilthoven ·
Breukelen ·
Bunnik ·
Doorn ·
Lopik ·
Maarsbergen ·
Maarssen ·
Meerkerk ·
Mijdrecht ·
Nieuwegein ·
Oudewater ·
Rhenen ·
Soest ·
Soestdijk ·
Utrecht (Amsterdamsestraatweg 380 ·
Heuveloord ·
De Inktpot ·
Neckardreef ·
Spoorwegmuseum ·
Riouwstraat ·
Lauwerhof) ·
Vianen ·
Woerden ·
Woudenberg ·
Zeist